# 尼玛 (藏医学家)
尼玛（1933年12月—2022年3月7日），男，藏族，青海共和人，中国藏医学家，青海省藏医院名誉院长、藏医首席专家、主任医师，第三届国医大师。